# Plagiomnium undulatum
Espèce
Plagiomnium undulatum (Mnie ondulée) est une espèce de Bryophytes (mousses) de la famille des Mniaceae.

## Liste des variétés
Selon NCBI (19 juin 2013) :
- variété Plagiomnium undulatum var. madeirense

Selon Tropicos (19 juin 2013) (Attention liste brute contenant possiblement des synonymes) :
- variété Plagiomnium undulatum var. madeirense T.J. Kop. & Sérgio